# Stylochaeton
Stylochaeton é um género botânico pertencente à família Araceae.